# Plesiothele fentoni
Plesiothele fentoni là một loài nhện trong họ Hexathelidae. Loài này phân bố ở Tasmanië.